# Thaddus McFadden
Thaddus Dewayn "Thad" McFadden (Flint (Míchigan), 29 de mayo de 1987) es un jugador de baloncesto estadounidense con pasaporte georgiano, que pertenece a la plantilla de los Halcones Xalapa de la LNBP mexicana. Con 1,88 metros de altura, juega en la posición de escolta.

## Trayectoria deportiva
Formado en Fairmont State, tras no ser drafteado en 2009, llegaría a las filas del Usti Nad Laben checo. Más tarde, jugaría en Alemania y explotaría como gran jugador en Chipre, primero en las filas del APOEL y después en el AEK Larnaca.
En la temporada 2015-16, consigue el MVP de la Liga chipriota, gracias a los 18,2 puntos, 4,1 asistencias y 4 rebotes, conseguidos por partido en las filas del AEK Larnaka.
En 2016, firma por el SLUC Nancy, pero a mitad se temporada se marcharía para reforzar las filas del PAOK Salónica.
Durante la temporada 2017-18, McFadden jugó en las filas del Kymis B.C., en el que promedió una cifra de 17,7 puntos (42% en triples), 2,9 rebotes, 4 asistencias y 1,5 robos por encuentro, obteniendo el título de mejor anotador de la liga griega bajo el brazo. 
Al cierre de la liga helena, firmó por los Chongqing Sanhai Lanling de la CBA, donde promedió 29,3 puntos, 7,3 rebotes, 2,7 asistencias y 1,7 robos de media en los tres partidos que disputó.
En julio de 2018, se produce su incorporación al Iberostar Tenerife de la Liga ACB para disputar la temporada 2018-19. En febrero de 2019 y en la semana de la Copa del Rey es cortado por el equipo por negarse a entrenar.
En marzo de 2019 se incorpora a la disciplina del Divina Seguros Joventut, tras su periplo por Tenerife, donde promedió 12,4 puntos y 11,4 de valoración con un 41% en triples. McFadden fue uno de los jugadores más destacados de la primera vuelta de la Liga Endesa, lo que le significó llevarse el premio a mejor jugador de la segunda jornada de liga gracias a sus 26 puntos, 4 rebotes y 6 asistencias.
El 1 de agosto de 2019, firma por San Pablo Burgos de la Liga Endesa.
En la temporada 2020-21, su segunda en San Pablo Burgos, McFadden promediaría 13,6 puntos y 2,2 asistencias en la liga Endesa, y 10,1 puntos y 2 asistencias en la Basketball Champions League.
En junio de 2021, firma por UCAM Murcia CB de la Liga Endesa.
Reforzó a los Trotamundos de Carabobo de la Superliga de Baloncesto de Venezuela en junio de 2023.
El 20 de noviembre de 2023, rescinde su contrato con UCAM Murcia CB, después de dos temporadas y un cuarto, 86 partidos y establecerse como el segundo jugador de la historia del club con más triples con 193 y firma por el Casademont Zaragoza de la Liga Endesa. Al finalizar la temporada, el 30 de mayo de 2024, y tras disputar 32 partidos con Casademont Zaragoza, se anuncia que no seguirá en el club.
En julio de 2024 se une a los Halcones Xalapa de la Liga Nacional de Baloncesto Profesional mexicana.

## Selección nacional
McFadden juega para la selección de baloncesto de Georgia desde 2017. 
En septiembre de 2022 disputó con el combinado absoluto georgiano el EuroBasket 2022, finalizando en vigesimoprimera posición.
Durante agosto y septiembre de 2023 fue integrante de la selección de Georgia que participó en el Mundial de 2023 celebrado en Asia, y que finalizó en decimosexto lugar.